# Schlagbaum (Jagd)
Ein Schlagbaum oder auch Marderschlagbaum ist Teil einer tödlichen Schlagbaum-Falle. Mit dieser wurde früher Raubwild, insbesondere Marder, gefangen. Das Tier wird hierbei durch einen mit Gewichten beschwerten „Schlagbaum“ (Knüppel) erschlagen, wenn es einen an der Falle befestigten Köder abzieht. Üblicherweise wurden Schlagbaumfallen auf bekannten bzw. bevorzugten Laufwegen des bejagten Wilds aufgestellt.
Die Schlagbaumfalle ist, wie auch die Knüppelfalle und die Scherenfalle, aufgrund von Tierschutzgesetzen in Deutschland verboten. Da die Falle keinen Unterschied zwischen dem inzwischen geschützten Baummarder und dem weiterhin jagdbaren Steinmarder macht, entspricht sie nicht den heutigen Anforderungen. Auch ein Waschbär könnte ohne sofort tödliche Wirkung gefangen werden, da dieser an dem Köder mit seinen Vorderpfoten ziehen würde und so ein tödlicher Fang über dem Brustkorb nicht gewährleistet ist.

## Weblink
- Tierschutzgesetz, Dritter Abschnitt: Töten von Tieren